# Dennie Gordon
Dennie Gordon (ur. 9 maja 1953 w Brooklyn Center) – amerykański reżyser filmowy.

## Filmografia jako reżyser
- 1992-1996: Gdzie diabeł mówi dobranoc (Picket Fences)
- 1994-2000: Ich pięcioro (Party of Five)
- 1996-2001: Nash Bridges
- 1996: Miłość czy kochanie (Relativity)
- 1996-1997: Dangerous Minds
- 1996-1999: Tracey Takes On...
- 1997-2002: Ally McBeal
- 1998-2000: Sports Night
- 1998-2003: Jezioro Marzeń (Dawson's Creek)
- 1999: Outreach
- 1999-2001: Jack i Jill (Jack & Jill)
- 1999: Gang panny Glenn (Snoops)
- 2000-2001: DAG
- 2001: Beat Cops
- 2001: Joe Dirt
- 2001-2005: Uziemieni (Grounded for Life)
- 2002: Glory Days
- 2003: Czego pragnie dziewczyna (What a Girl Wants)
- 2004: Nowy Jork, nowa miłość (New York Minute)
- 2005: Beautiful People
- 2005: Kill grill (Kitchen Confidential)
- 2006: The Loop
- 2007: The Wedding Bells